# Хитрово, Сергей Петрович
Сергей Петрович Хитрово (1745—25 июня 1827) — действительный тайный советник, сенатор, член Императорского Вольного Экономического Общества, бригадир и обер-кригскомиссар.

## Биография
Из столбового дворянства. Сын генерал-майора Петра Никитича Хитрово и княжны Ирины Фёдоровны Голицыной, одной из племянниц известного князя Бориса Алексеевича.
После кадетского корпуса в 1757 году определен на службу в артиллерию солдатом. Через десять лет (1767), с производством в поручики, был переведен в лейб-гвардии Семеновский полк и дослужил там до чина капитана (1781).
В 1784 году Хитрово был уволен от военной службы для определения к гражданским делам и с чином бригадира определен в комиссариатский штат на обер-кригс-комиссариатскую вакансию.
Находясь в Москве членом главного комиссариата и смотрителем над всею денежною казной, он в 1785 году за труды и полезную деятельность был пожалован орденом св. Владимира 3 степени и в 1789 году назначен обер-штер-кригс-комиссаром.
В 1793 году произведен в генерал-майоры, в 1798 году — в генерал-лейтенанты, а в 1799 году — в действитвительные тайные советники, с увольнением от комиссариатского штата, для определения к гражданским делам.
По вступлении на престол императора Александра I, Хитрово 10 апреля 1801 года повелено было присутствовать в Сенате, а именно во временном казенном департаменте, откуда он в 1805 году был перемещен в 5 департамент.
Сергей Петрович Хитрово умер, состоя на службе, 25 июня 1827 году на 82-м году от рождения, похоронен на Волковском кладбище.

## Семья
Был женат на Елизавете Ивановне Матвеевой (1758—22.6.1833), которой пришлось пережить мужа и четверых своих детей. Одна из дочерей, Надежда Сергеевна (03.08.1800—24.12.1832), была замужем за Павлом Матвеевичем Голенищевым-Кутузовым (1800—1883), умерла от туберкулеза.